# Fossillagerstätte
Als Fossillagerstätte wird eine Sedimentgesteinseinheit bezeichnet, die sich
- durch eine besondere Fossilienhäufigkeit und -vielfalt oder/und
- durch eine besonders vollständige Erhaltung der Fossilien auszeichnet.

Dementsprechend kann zwischen Konzentratlagerstätten und Konservatlagerstätten unterschieden werden.
Im englischen Sprachraum ist hierfür der Begriff „Lagerstätte“ als Fremdwort geläufig. Im Deutschen dagegen bezieht sich der bergbautechnische Begriff Lagerstätte allein auf abbauwürdige Rohstoff-Vorkommen (Minerale, Erze, Kohle, Gas, Öl).
Als Fachbegriff ist Lagerstätte durch den Paläontologen Adolf Seilacher 1985 in die internationale (englischsprachige) Fachliteratur eingeführt worden. Er wurde im deutschen Sprachraum schon verwendet, nachdem Seilacher ihn 1970 definiert hatte. Dabei ist nicht jeder Fundort oder Fundplatz von Fossilien eine Lagerstätte. Gefordert wird eine herausragende Bedeutung, entweder in quantitativer Hinsicht (viele Fossilien vieler Taxa) oder in qualitativer (besonders gut erhaltene Fossilien).
Bereits Seilacher selbst unterschied 1970 zwei Typen von Fossillagerstätten: Konzentratlagerstätten und Konservatlagerstätten. Zu den ersten gehören nach Seilachers Definition „Anreicherungen disartikulierter organismischer Hartteile“ etwa Bone beds oder Höhlensedimente. Konservatlagerstätten sind durch unvollständige Zersetzung organischer Substanz geprägt, wodurch artikulierte (im anatomischen Verband erhaltene) Skelette, von Wirbeltieren, Insekten oder Stachelhäutern erhalten blieben, etwa Ablagerungen von Bernstein mit zahlreichen Insektenfossilien. Nach einer modernen Definition werden gefordert: Komplette oder fast komplette (mehr als 75 Prozent erhalten) Individuen bzw. Skelette, einschließlich Erhaltung auch von Weichteilgewebe, bei Pflanzenfossilien von Mikrostrukturen im Millimeter- oder Mikrometer-Bereich. Das müsse für mindestens fünf Prozent der gefundenen Organismen zutreffen.
Reiche Fossillagerstätten bilden oft feinkörnige Sedimente, in denen Organismen, oft unter Sauerstoffabschluss, sehr rasch von Sedimenten bedeckt worden sind und so dem üblichen Schicksal des biologischen Abbaus entgingen. Beispiele aus Deutschland wären der Solnhofener Plattenkalk, der Posidonienschiefer von Holzmaden oder der Ölschiefer der Grube Messel. Oft sind in Fossillagerstätten Fossilien weichhäutiger Organismen oder bei gehäuse- bzw. skeletttragenden Organismen auch deren Weichteile fossiliert, in Deutschland etwa beim Hunsrückschiefer von Bundenbach, in dem das Gewebe durch das Eisenmineral Pyrit ersetzt worden ist. Fossillagerstätten erlauben daher einen genaueren Blick nicht nur auf einzelne Taxa, sondern auf ganze fossile Lebensgemeinschaften, sie werden daher metaphorisch als „Fenster zur Erdgeschichte“ umschrieben.
Eine aktuelle Aufstellung ergab weltweit etwa 700 bekannte Konservatlagerstätten, nachdem noch 1993 nur etwa 50 dokumentiert worden waren.

## Einige bekannte Fossillagerstätten
Kambrium:
- Chengjiang-Faunengemeinschaft (China): Alter 525–520 Millionen Jahre
- Emu-Bay-Schiefer (Australien): Alter ca. 525 Millionen Jahre
- Kaili-Fauna (China): Alter 510–505 Millionen Jahre
- Burgess-Schiefer (Kanada): Alter ca. 505 Millionen Jahre

Ordovizium:
- Soom-Schiefer (Südafrika): Alter ca. 435 Millionen Jahre

Devon:
- Bundenbach (Deutschland): Alter ca. 350 Millionen Jahre
- Nordwestliche Sahara (Erfoud, Marokko): Alter ca. 350 Millionen Jahre
- Gogo-Formation (Australien): Alter ca. 350 Millionen Jahre

Perm:
- Versteinerter Wald von Chemnitz (Deutschland): Alter ca. 291 Millionen Jahre
- Bromacker (Deutschland): Alter ca. 280 Millionen Jahre
- Korbacher Spalte (Deutschland): Alter ca. 255 Millionen Jahre

Jura:
- Bonebed im Trias-Jura-Grenzbereich bei Tübingen: Alter ca. 200 Millionen Jahre
- Holzmaden (Deutschland): Alter ca. 180 Millionen Jahre (Lias oder Schwarzer Jura)
- Solnhofener Plattenkalk (Deutschland): Alter ca. 150 Millionen Jahre (Altmühljura)

Kreide:
- Santana-Formation (Brasilien): Alter ca. 110 Millionen Jahre
- Zhucheng (China): Alter ca. 65 Millionen Jahre
- Zapata-Formation (Chile): Alter ca. 140–130 Millionen Jahre

Paläogen:
- Fayyum (Ägypten): Alter ca. 40–30 Millionen Jahre Obereozän bis Unteroligozän
- Green-River-Formation (USA): Alter ca. 57–38 Millionen Jahre (Oberpaläozän bis zum Obereozän)
- Grube Messel (Deutschland): Alter ca. 47 Millionen Jahre (Eozän)
- Geiseltal (Deutschland): Alter ca. 47–43 Millionen Jahre (Eozän)

Neogen:
- Blätterton von Wischgrund: Alter ca. 10 Millionen Jahre (Miozän)

- Colline de Sansan (Südfrankreich): Alter ca. 15 Millionen Jahre (Miozän)
- Steinheimer Schneckensand im Steinheimer Becken: Alter ca. 15 Millionen Jahre (Miozän)

Quartär:
- Gongwangling-Stätte (China): Alter ca. 1.150.000–650.000 Jahre
- Nihewan (China): Alter ca. 1.000.000–10.000 Jahre
- Mosbach-Sande (Deutschland): Alter ca. 600.000 Jahre (Cromer-Warmzeit)
- Zhoukoudian (China): Alter ca. 500.000–200.000 Jahre
- Salawusu (China): Alter ca. 50.000–35.000 Jahre
- Es Pouás (Ibiza, Balearen): Alter ca. 30.000–8000 Jahre
- La Brea (Kalifornien, Vereinigte Staaten): Alter ca. 2.500.000–10.000 Jahre
- Binəqədi Asphaltsee (Aserbaidschan): Alter ca. 120.000–96.000 Jahre